# Fraternité de la Transfiguration
 (octobre 2022).
La Fraternité de la Transfiguration  est une communauté religieuse catholique célébrant selon le rite latin traditionnel.
Elle a son siège à Mérigny, dans l’Indre.

## Historique
Fondée en 1970, par l’abbé Lecareux à Mérigny dans le diocèse de Bourges, elle s’efforce de continuer l’œuvre de Vladimir Ghika[source insuffisante].
Elle fait partie des communautés amies de la Fraternité sacerdotale Saint-Pie-X dont elle reçoit l’ordination des prêtres. L’abbé Lecareux critique les décrets du concile Vatican II sur l’œcuménisme et la liberté religieuse. Il entend rester fidèle à Marcel Lefebvre.
Elle entretient des liens avec les Églises catholiques orientales, en particulier celles de Terre sainte lors du pèlerinage annuel et avec l’Église gréco-catholique russe de Lettonie[source insuffisante].
Monique Berthet, épouse de Paul Touvier, est décédée en 2018. Elle est inhumée à Mérigny après une cérémonie au sein de la Fraternité de la Transfiguration.

## Organisation
Composé des branches :
- masculine, 10 prêtres et 5 frères
- féminine, 10 religieuses

Et d’un Tiers-Ordre d’une quarantaine de membres.

## Implantations et ministères
- Maisons religieuses
  - Maison Saint-Joseph (maison mère) lieudit le Bois à Mérigny
  - Maison Notre-Dame-du-Mont-Carmel (sœurs) dans le village de Mérigny
  - Maison Notre-Dame-des-Anges (noviciat des frères) à Assais-les-Jumeaux, ouvert en octobre 2003
  - Maison Notre-Dame-du-Bon-Conseil à Lamairé (sœurs) fondation en septembre 2010, après le départ des bénédictines.
- Lieux de culte
  - Église Notre-Dame-du-Rosaire (consacrée en 1992) lieudit le Bois à Mérigny
  - Chapelle Notre-Dame-des-Anges à Assais-les-Jumeaux
  - Chapelle Saint-Martin (XIIe siècle) à Niort
  - Chapelle de l’Immaculée-Conception à Poitiers
  - Chapelle Notre-Dame-de-Fatima à Montluçon
  - Chapelle Saint-Aptone à Angoulême
  - Chapelle Saint-Martial à Limoges
- Aumôneries
  - École Notre-Dame-du-Sacré-Cœur à La Peyratte
  - École Saint-Martin à Niort
  - Groupe Saint-Jean-Bosco des scouts de Doran (160 garçons et filles)

La Fraternité de la Transfiguration parraine et héberge le Centre grégorien Saint Pie X.

## Publications
Bulletin mensuel La Simandre.